# Konferenz von Bratislava, 2000
Die Bratislava-Konferenz war eine Wehrtagung des US-Außenministeriums und des American Enterprise Institute, die vom 28. bis zum 30. April 2000 in Bratislava stattfand.
Thema der Konferenz war „Is Euro-Atlantic Integration Still on Track? Opportunities and Obstacles“ („Ist die Euro-atlantische Integration noch auf der richtigen Spur? Chancen und Hindernisse“).
Teilnehmer waren regionale Ministerpräsidenten, Außenminister und Verteidigungsminister.

## Bericht des Bundestagsabgeordneten Wimmer
In einem offenen Brief eines Teilnehmers, des deutschen Abgeordneten Willy Wimmer als Vertreter des Verteidigungsministers, an den damaligen Bundeskanzler Gerhard Schröder, zählte Wimmer die aus seiner Sicht wichtigen Stellungnahmen der Veranstalter auf:
1. Von Seiten der Veranstalter (US-Außenministerium und American Enterprise Institute) wurde verlangt, im Kreise der Alliierten eine möglichst baldige völkerrechtliche Anerkennung eines unabhängigen Staates Kosovo vorzunehmen.
2. Von den Veranstaltern wurde erklärt, dass die Bundesrepublik Jugoslawien außerhalb jeder Rechtsordnung stehe, vor allem der Schlussakte von Helsinki.
3. Die europäische Rechtsordnung sei für die Umsetzung von NATO-Überlegungen hinderlich. Dafür sei die amerikanische Rechtsordnung auch bei der Anwendung in Europa geeigneter.
4. Der Krieg gegen die Bundesrepublik Jugoslawien sei geführt worden, um eine Fehlentscheidung von General Eisenhower aus dem Zweiten Weltkrieg zu revidieren. Eine Stationierung von US-Soldaten habe aus strategischen Gründen dort nachgeholt werden müssen.
5. Die europäischen Verbündeten hätten beim Krieg gegen Jugoslawien deshalb mitgemacht, um de facto das Dilemma überwinden zu können, das sich aus dem im April 1999 verabschiedeten „Neuen Strategischen Konzept“ der Allianz und der Neigung der Europäer zu einem vorherigen Mandat der UN oder OSZE ergeben habe.
6. Unbeschadet der anschließenden legalistischen Interpretation der Europäer, nach der es sich bei dem erweiterten Aufgabenfeld der NATO über das Vertragsgebiet hinaus bei dem Krieg gegen Jugoslawien um einen Ausnahmefall gehandelt habe, sei es selbstverständlich ein Präzedenzfall, auf den sich jeder jederzeit berufen könne und auch werde.
7. Es gelte, bei der jetzt anstehenden NATO-Erweiterung die räumliche Situation zwischen der Ostsee und Anatolien so wiederherzustellen, wie es in der Hochzeit der römischen Ausdehnung gewesen sei.
8. Dazu müsse Polen nach Norden und Süden mit demokratischen Staaten als Nachbarn umgeben werden, Rumänien und Bulgarien die Landesverbindung zur Türkei sicherstellen, Serbien (wohl zwecks Sicherstellung einer US-Militärpräsenz) auf Dauer aus der europäischen Entwicklung ausgeklammert werden.
9. Nördlich von Polen gelte es, die vollständige Kontrolle über den Zugang aus St. Petersburg zur Ostsee zu erhalten.
10. In jedem Prozess sei dem Selbstbestimmungsrecht der Vorrang vor allen anderen Bestimmungen oder Regeln des Völkerrechts zu geben.
11. Die Feststellung stieß nicht auf Widerspruch, nach der die NATO bei dem Angriff gegen die Bundesrepublik Jugoslawien gegen jede internationale Regel und vor allem einschlägige Bestimmungen des Völkerrechts verstoßen habe.
Wimmer kommentierte seine Eindrücke von der Konferenz, die amerikanische Seite scheine im globalen Kontext und zur Durchsetzung ihrer Ziele bewusst und gewollt die als Ergebnis von zwei Kriegen im letzten Jahrhundert entwickelte internationale Rechtsordnung aushebeln zu wollen. Macht solle Recht vorgehen. Wo internationales Recht im Wege stehe, werde es beseitigt. „Ein Denken, das die eigenen Interessen so absolut sieht, kann nur totalitär genannt werden.“ Wimmer warnte davor, die uneingeschränkte militärische Handlungsfähigkeit höher zu bewerten als die völkerrechtliche Legitimation ihrer Aktionen: "Wenn wir nicht zu der globalen Rechtsordnung zurückkehren, bekommen wir das Faustrecht."
Andreas Bracher sah die Organisation der Konferenz aufgrund des Berichts von Wimmer als typisch für das von Rudolf Steiner  so genannte «Logenprinzip» in der "westlichen Politik": Die Frage, wer Amtsträger ist, sei zweitrangig "(Das heißt, die eigentlich bedeutsamen Hierarchien sind nicht unbedingt diejenigen, die in den verfassungsmäßigen Organen vorgesehen sind.)" Er schrieb: "Beschwörungen einer internationalen Rechtsordnung wie von Willy Wimmer reichen hier nicht aus".